# Krokodillenæb
Et krokodillenæb eller alligatornæb er en affjedret metalklemme med lange, takkede kæber, som anvendes til:
- en midlertidig elektrisk forbindelse
- til at holde to eller flere genstande sammen mekanisk. Genstandene er typisk flade eller trådformede

Denne simple mekaniske genstand har fået sit navn grundet dens lighed med alligators eller krokodilles kæber. Et krokodillenæb fungerer stort set ligesom en fjederbelastet tøjklemme. Næbbets tilspidsende, takkede kæber trykkes sammen af en fjeder, med formålet at holde et pænt fast greb om en eller flere genstande.

## Historisk
Krokodillenæbet blev opfundet af ingeniør Ralph Mueller i Cleveland i Ohio, USA i de tidlige 1900'ere. Ralph Mueller grundlagde firmaet Mueller Electric Co.

## Elektriske krokodillenæb
Krokodillenæb anvendes til at forbinde en elektrisk ledning til en akkumulator eller batteri eller en anden elektrisk komponent. Krokodillenæb fremstillet elektronik testning og evaluering, bliver typisk krympet eller loddet på en ledning, eller bukket til et rør med formålet at fungere som en hun 4mmØ bananstik, hvilket hurtigt kan give en midlertidig god elektrisk forbindelse mellem elektriske kredsløb under test - og laboratoriumudstyr til andre elektriske kredsløb. Krokodillenæb bliver typisk delvist omkrænset af en plastkappe for at minske muligheden for utilsigtede kortslutninger.
Store krokodillenæb anvendes typisk til bilakkumulatorer og er lavet af massivt kobber for at yde lav elektrisk modstand. Store krokodillenæb anvendes med tykke isolerede kobberledninger for at yde elektrisk forbindelse mellem bilakkumulatorer. Disse kaldes startkabler og kan tåle at formidle hundredvis af ampere, som er nødvendig til drive bilens startmotor eller til at overfore elektrisk energi fra en opladet bilakkumulator til en afladet bilakkumulator.

### Historiske kataloger
- Battery / Radio / Connecting Clips - 1929 Allied Radio katalog, side 46
- Alligator / Battery / Spring Clips - 1932 Lafayette katalog, side 76 / 81
- Alligator / Battery / Test Clips - 1939 Allied Radio katalog, side 38 / 137 / 138
- Alligator /  Crocodile Clips - 1940 Allied Radio katalog, side 181 / 182
- Alligator / Crocodile Clips Arkiveret 7. november 2013 hos  Wayback Machine - 1940 Radio Shack katalog, side 85

### Historiske patenter
- U.S. Patent 55524 Test Clip - ansøgt i 1919 af R.S. Mueller
- U.S. Patent 1521903 Connection Clip - ansøgt i 1921 af R.S. Mueller
- U.S. Patent 1779442 Electrical Connection Clip - ansøgt i 1925 af R.S. Mueller
- U.S. Patent 1999613A Connecting Clip - ansøgt i 1934 af R.S. Mueller
- U.S. Patent 6623314B1 Kelvin clamp for electrically coupling to a battery contact - ansøgt i 2002 af Midtronics Inc.

### Historiske varemærker
- Pee-Wee Arkiveret 15. februar 2022 hos  Wayback Machine - ansøgt i 1925 af Mueller Electric - (current products)
- MINI-GATOR Arkiveret 15. februar 2022 hos  Wayback Machine - ansøgt i 1955 af Mueller Electric - (current products)

## Andre anvendelser
Mekanisk
- Tandlæge: Krokodillenæb bliver ofte anvendt til at holde en beskyttende hagesmæk over patientens tøj.[2]
- Hobby: Krokodillenæb kan anvendes som miniklemmer til at holde delene mens de limes eller loddes sammen (fx værktøjet Den tredje hånd).
- Camping: Krokodillenæb kan holdes reb eller andre genstande sammen.

Som køleplade
- Krokodillenæb bliver indenfor elektronik anvendt som en køleplade på tilledninger, mens en varmefølsom komponent loddes.